# Újszász
Újszász là một thành phố thuộc hạt Jász-Nagykun-Szolnok, Hungary. Thành phố này có diện tích 58,2 km², dân số năm 2010 là 6491 người, mật độ 112 người/km².